# Рок-Айленд-Арсенал (Іллінойс)
Рок-Айленд-Арсенал (англ. Rock Island Arsenal) — переписна місцевість (CDP) в США, в окрузі Рок-Айленд штату Іллінойс. Населення — 182 особи (2020).

## Географія
Рок-Айленд-Арсенал розташований за координатами 41°31′1″ пн. ш. 90°32′23″ зх. д. / 41.51694° пн. ш. 90.53972° зх. д. (41.517013, -90.539769).  За даними Бюро перепису населення США в 2010 році переписна місцевість мала площу 6,65 км², з яких 4,22 км² — суходіл та 2,43 км² — водойми.

## Демографія
Згідно з переписом 2010 року, у переписній місцевості мешкало 149 осіб у 48 домогосподарствах у складі 44 родин. Густота населення становила 22 особи/км².  Було 51 помешкання (8/км²).
Расовий склад населення:
| - 61,7 % — білих - 28,9 % — чорних або афроамериканців - 1,3 % — корінних американців - 4,0 % — осіб інших рас |

До двох чи більше рас належало 4,0 %. Частка іспаномовних становила 15,4 % від усіх жителів.
За віковим діапазоном населення розподілялося таким чином: 38,9 % — особи молодші 18 років, 60,4 % — особи у віці 18—64 років, 0,7 % — особи у віці 65 років та старші. Медіана віку мешканця становила 28,9 року. На 100 осіб жіночої статі у переписній місцевості припадало 88,6 чоловіків;  на 100 жінок у віці від 18 років та старших — 89,6 чоловіків також старших 18 років.
Середній дохід на одне домашнє господарство  становив 61 635 доларів США (медіана — 57 321), а середній дохід на одну сім'ю — 61 635 доларів (медіана — 57 321). 
Цивільне працевлаштоване населення становило 32 особи. Основні галузі зайнятості: мистецтво, розваги та відпочинок — 40,6 %, освіта, охорона здоров'я та соціальна допомога — 28,1 %, науковці, спеціалісти, менеджери — 18,8 %, публічна адміністрація — 12,5 %.